# Janja Garnbret
Janja Garnbret (* 12. März 1999 in Slovenj Gradec, Slowenien) ist eine slowenische Sportkletterin. Sie gilt als erfolgreichste Sportkletterin aller Zeiten. Sie gewann Gold bei den Olympischen Spielen 2020 und 2024, ist achtfache Weltmeisterin sowie vierfache Europameisterin. Mit 48 Siegen in Bouldern und Lead ist sie Rekordsiegerin im Kletterweltcup. Sie ist die erste Kletterin der Welt, die eine Sportkletterroute im Schwierigkeitsgrad 8c (5.14b) On Sight geklettert hat. Sie wurde fünf Mal zur Sloweniens Sportlerin des Jahres gewählt.

## Karriere und Wettkämpfe
Janja Garnbret begann im Alter von sechs oder sieben Jahren mit dem Klettern, zuerst an der Einrichtung ihres Elternhauses, zum Beispiel Schränken und Türen. Nach dem Besuch eines Promotion-Events, bei dem die Zuschauer nach ihrer eigenen Aussage schon damals von ihrem Können begeistert waren, wurde sie von ihren Eltern in einem Verein ihrer Heimatstadt angemeldet. Ein Jahr später wechselte sie zu einem Verein in Velenje, wo sie von Gorazd Hren trainiert wurde. Ab der Vorbereitung auf die Olympischen Spiele 2020 wechselte Garnbret zu Roman Krajnik.
Ihre Karriere im Wettkampfklettern begann sie 2013 im Alter von 14 Jahren. In diesem Jahr nahm sie erstmals an einer Jugendweltmeisterschaft teil und erreichte in der Kategorie Youth B (U16) den vierten Platz im Schwierigkeitsklettern (Lead). Im Folgejahr konnte sie in derselben Kategorie ihren ersten Jugendweltmeisterschaftstitel erringen. 2015 wechselte sie in die Kategorie Youth A (U18) und errang im Lead ebenso wie im erstmals ausgetragenen Bouldern die Goldmedaille, ein Doppelerfolg, den sie 2016 wiederholen konnte. 2015 nahm sie zudem erstmals an einem Weltcup für Erwachsene teil und belegte beim zugleich als Europameisterschaft deklarierten Weltcup in Chamonix den zweiten Platz im Lead.

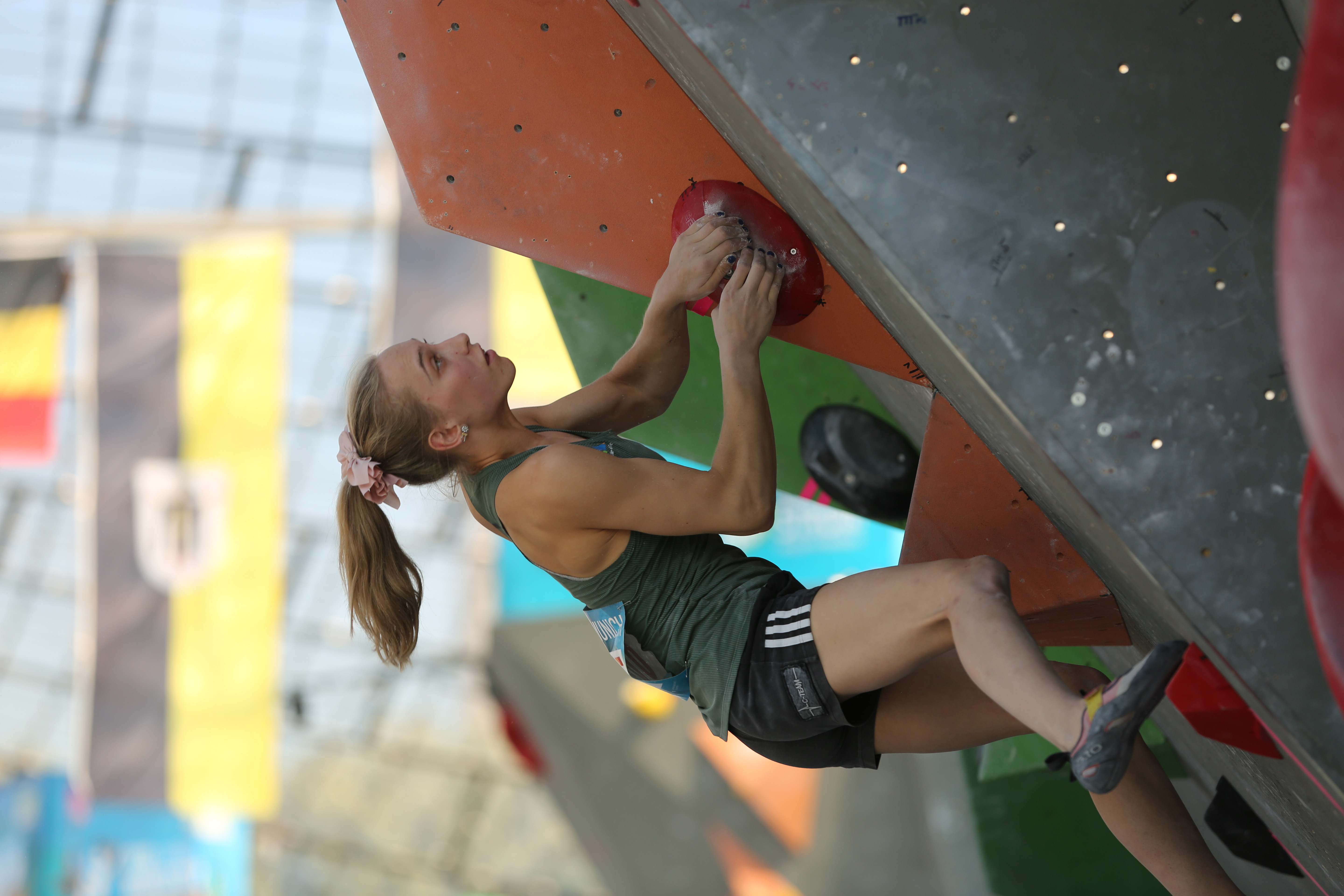
Janja Garnbret am Boulder-Weltcup in München, 2017

In den Jahren 2016 und 2017 dominierte sie die Wettbewerbe der International Federation of Sport Climbing (IFSC); sie belegte 18 Mal einen der vorderen drei Plätze der Weltcups, davon alleine zwölf Mal den ersten und gewann zweimal in Folge die Gesamtwertung. Einzig bei vier Weltcupwettbewerben gelang ihr keine Podiumsplatzierung. 2018 gewann sie die Weltmeisterschaft im Bouldern und in der Kombination. Im Lead erreichte sie als Einzige das Top aller vier Routen des Wettbewerbs, belegte allerdings wegen einer um 8 Sekunden schlechteren Zeit in der Finalroute nur Platz 2.
2019 gewann Janja Garnbret alle sechs IFSC Boulder Weltcups der Saison und schrieb so Klettergeschichte, denn dies gelang zuvor noch niemandem. Im selben Jahr gewann sie die Goldmedaillen bei der Weltmeisterschaft in Tokio in den Disziplinen Bouldern, Lead und Kombination. Mit diesen Siegen qualifizierte sie sich für die Olympischen Spiele 2020 in Tokio, bei denen in Kombination von Lead, Bouldern und Speed erstmals die Disziplin Sportklettern ausgetragen wurde. Bei den Spielen konnte sie sich 2021 als Erste in der Qualifikation für das Finale qualifizieren. In diesem platzierte sie sich als Fünfte im Speed-Wettbewerb und gewann überlegen gegen die Boulder- und Lead-Konkurrenz, womit sie sich die Goldmedaille sicherte und so ihrer Favoritenrolle gerecht wurde. Während der Schlussfeier war sie die Fahnenträgerin ihrer Nation.
In der Folge setzte sie die Bouldersaison 2022 aus, um sich von diesem anstrengenden Jahr zu erholen. Bei ihrem ersten Weltcup nach dieser Pause, dem Lead-Weltcup in Innsbruck im Juni 2022, holte sie sich sogleich ihren 33. Weltcupsieg.
Am 13. August 2022 gewann sie bei der Klettereuropameisterschaft in München in der Disziplin Lead und am Tag darauf auch in der Disziplin Bouldern. Am 17. August gewann sie auch den Boulder-&-Lead-Wettkampf.
2022 holte sie sich zudem mit fünf Siegen und zwei zweiten Plätzen überlegen den Gesamtweltcup im Lead, bereits zum fünften Mal. Dies gelang vor ihr erst Muriel Sarkany und François Legrand.
Bei der Kletterweltmeisterschaft 2023 in Bern gelang es ihr, drei Medaillen zu gewinnen. Von den 13 Wettkampfbouldern aus Qualifikation, Halbfinale und Finale flashte sie alle Routen außer zwei und gewann damit überragend die Goldmedaille. Im Lead war nur noch Ai Mori leicht besser, wodurch Garnbret den zweiten Platz gewann, im Boulder & Lead sicherte sie sich den Gesamtsieg.
Seit April 2024 hat sie die meisten IFSC-Goldmedaillen aller Wettkampfkletterer in der Geschichte gewonnen. Im Leadkletter-Weltcup verpasste sie bei 27 Siegen nur vier Mal das Podium. Darüber hinaus hat sie 16 Boulder-Weltcups gewonnen und nur dreimal das Podium verpasst – insgesamt also 43 Siege auf Weltcup-Ebene. Das letzte Mal, dass sie bei einem offiziellen Lead-Wettkampf nicht unter den Top 2 landete, war 2019 – das letzte Mal, dass dies bei offiziellen Boulder-Wettkämpfen geschah, war 2017 (zu den offiziellen Wettkämpfen zählen Weltcups, Weltmeisterschaften, Europameisterschaften und Olympische Spiele).
Mit dem Gewinn der Weltmeisterschaft sicherte sie sich einen Platz im Boulder & Lead bei den Olympischen Spielen 2024 in Paris. Im dortigen Halbfinale sicherte sie sich mit vier Boulder-Tops, davon zwei im ersten Versuch, und 96,1 Punkten an der Leadroute mit knapp 40 Punkten Vorsprung den Einzug ins Finale. Dort zog sie sich beim dritten von vier Bouldern eine Verletzung am Mittelfinger zu, errang mit 84,4 Punkten dennoch die meisten Punkte im Boulderteil, an der Leadroute (84,1 Punkte) wurde sie von Ai Mori und Jessica Pilz geschlagen. In der Gesamtwertung gewann sie mit 168,5 Punkten Gold vor Brooke Raboutou und Jessica Pilz.

## Felsklettern
Auch am Fels klettert Janja Garnbret im hohen Schwierigkeitsgrad. Mit 15 Jahren kletterte sie ihre erste 8b onsight, die Route Avatar in Kroatien. Ein Jahr später gelang ihr die Route La Fabelita, eine 8c im flash.
2017 bezwang sie ihre bislang schwerste Route, die als 9a eingestufte Selecció Natural in Spanien. Nur wenige Tage später gelang ihr eine weitere Route dieses Grades, La Fabela pa la Enmienda.
Am 1. November 2021 gelang ihr als erster Frau überhaupt eine 8c onsight, als sie die Route Fish Eye in Oliana, Spanien, kletterte. Nur zwei Tage später wiederholte sie dies mit der Route American Hustle.

## Weitere Projekte

Schornstein in Trbovlje

2020 kletterte Janja Garnbret gemeinsam mit Domen Škofic für einen von Red Bull produzierten Dokumentarfilm eine speziell für diesen Zweck angelegte Route am höchsten, inzwischen stillgelegten Schornstein Europas in Trbovlje, Slowenien. Die Route, welche mit künstlichen Klettergriffen gebaut wurde, erstreckte sich über die kompletten 360 Meter Höhe des Turms und somit über 13 Seillängen. Damit handelte es sich um die längste, künstlich angelegte Kletterroute der Welt, die einzelnen Seillängen wurden zwischen 7b und 8b+ eingestuft. Bei ihrem zweiten Versuch gelang es ihnen, die Route zu begehen und dabei jede Seillänge sturzfrei zu durchsteigen, sie benötigten 7 Stunden und 32 Minuten. Der Film wurde im Februar 2021 veröffentlicht.
Die zwei Jahre vor den Olympischen Spielen 2020 wurde Janja Garnbret für den Dokumentarfilm The Wall – Climb for Gold von einem Filmteam begleitet. Sie ist neben Shauna Coxsey, Brooke Raboutou und Miho Nonaka eine der Protagonistinnen im am 18. Januar 2022 erschienenen Film.

## Erfolge

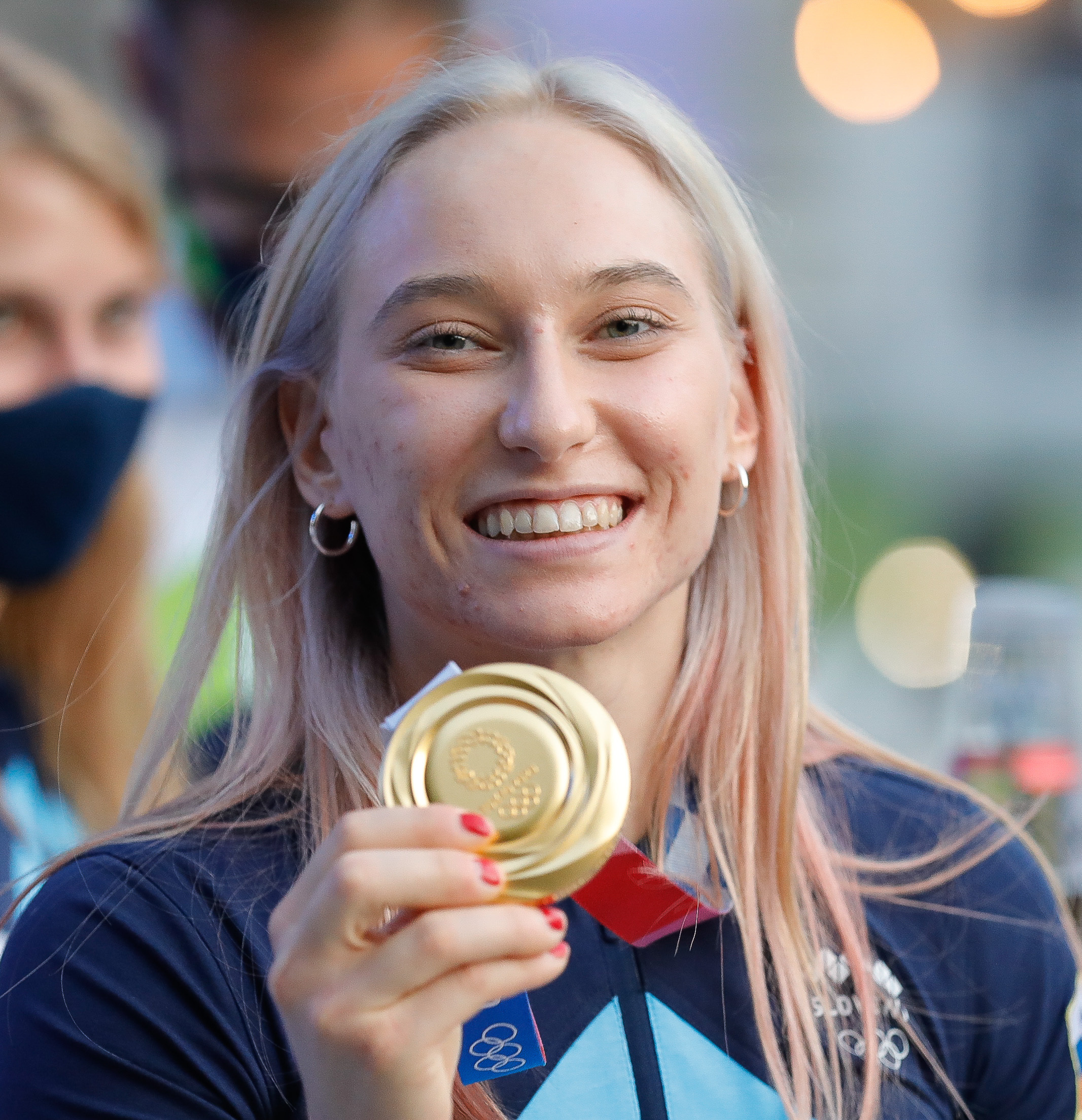
Garnbret mit der olympischen Goldmedaille

### Sportklettern

#### Olympische Spiele
- Tokio 2020: 1. Kombination
- Paris 2024: 1. Boulder & Lead

#### Weltmeisterschaften
| WM             | Lead | Bouldern | Speed | Kombination    |
| -------------- | ---- | -------- | ----- | -------------- |
| Paris 2016     | 1.   | –        | –     | –              |
| Innsbruck 2018 | 2.   | 1.       | 47.   | 1.             |
| Hachiōji 2019  | 1.   | 1.       | 23.   | 1.             |
| WM             | Lead | Bouldern | Speed | Boulder & Lead |
| Bern 2023      | 2.   | 1.       | –     | 1.             |

#### Weltcupwertungen
| Saison | Lead  | Lead   | Bouldern | Bouldern | Speed | Speed  |
| Saison | Platz | Punkte | Platz    | Punkte   | Platz | Punkte |
| ------ | ----- | ------ | -------- | -------- | ----- | ------ |
| 2015   | 7.    | 0225   | –        | –        | –     | –      |
| 2016   | 1.    | 0530   | 17.      | 0131     | –     | –      |
| 2017   | 1.    | 0665   | 02.      | 0470     | –     | –      |
| 2018   | 1.    | 0550   | 04.      | 0280     | 58.   | 8,6    |
| 2019   | 2.    | 0352   | 01.      | 0500     | 48.   | 9,5    |
| 2021   | 1.    | 0300   | 02.      | 0280     | 12.   | 48,0   |
| 2022   | 1.    | 5805   | 18.      | 1000     | –     | –      |
| 2023   | 2.    | 3000   | 08.      | 1805     | –     | –      |
| 2024   | 2.    | 3000   | 05.      | 2000     | –     | –      |

#### Weltcupsiege
- 48 Weltcupsiege (30× Lead, 18× Bouldern)
- 66 Podestplätze (43× Lead, 23× Bouldern)

|     | Datum              | Ort       | Land                   |
| --- | ------------------ | --------- | ---------------------- |
| 01. | 12. Juli 2016      | Chamonix  | Frankreich             |
| 02. | 16. Juli 2016      | Villars   | Schweiz                |
| 03. | 23. Juli 2016      | Briançon  | Frankreich             |
| 04. | 23. Oktober 2016   | Xiamen    | China                  |
| 05. | 8. Juli 2017       | Villars   | Schweiz                |
| 06. | 13. Juli 2017      | Chamonix  | Frankreich             |
| 07. | 29. Juli 2017      | Briançon  | Frankreich             |
| 08. | 24. September 2017 | Edinburgh | Vereinigtes Königreich |
| 09. | 8. Oktober 2017    | Wujiang   | China                  |
| 10. | 12. November 2017  | Kranj     | Slowenien              |
| 11. | 7. Juli 2018       | Villars   | Schweiz                |
| 12. | 21. Juli 2018      | Briançon  | Frankreich             |
| 13. | 28. Juli 2018      | Arco      | Italien                |
| 14. | 28. Oktober 2018   | Wujiang   | China                  |
| 15. | 6. Juli 2019       | Villars   | Schweiz                |
| 16. | 26. Juni 2021      | Innsbruck | Österreich             |
| 17. | 3. Juli 2021       | Villars   | Schweiz                |
| 18. | 4. September 2021  | Kranj     | Slowenien              |
| 19. | 26. Juni 2022      | Innsbruck | Österreich             |
| 20. | 2. Juli 2022       | Villars   | Schweiz                |
| 21. | 10. Juli 2022      | Chamonix  | Frankreich             |
| 22. | 23. Juli 2022      | Briançon  | Frankreich             |
| 23. | 26. September 2022 | Jakarta   | Indonesien             |
| 24. | 18. Juni 2023      | Innsbruck | Österreich             |
| 25. | 1. Juli 2023       | Villars   | Schweiz                |
| 26. | 9. September 2023  | Koper     | Slowenien              |
| 27. | 14. April 2024     | Wujiang   | China                  |
| 28. | 30. Juni 2024      | Innsbruck | Österreich             |
| 29. | 7. September 2024  | Koper     | Slowenien              |
| 30. | 29. Juni 2025      | Innsbruck | Österreich             |

|     | Datum           | Ort       | Land        |
| --- | --------------- | --------- | ----------- |
| 01. | 23. April 2017  | Chongqing | China       |
| 02. | 7. Mai 2017     | Hachiōji  | Japan       |
| 03. | 19. August 2017 | München   | Deutschland |
| 04. | 22. April 2018  | Moskau    | Russland    |
| 05. | 18. August 2018 | München   | Deutschland |
| 06. | 6. April 2019   | Meiringen | Schweiz     |
| 07. | 14. April 2019  | Moskau    | Russland    |
| 08. | 28. April 2019  | Chongqing | China       |
| 09. | 5. Mai 2019     | Wujiang   | China       |
| 10. | 19. Mai 2019    | München   | Deutschland |
| 11. | 8. Juni 2019    | Vail      | USA         |
| 12. | 17. April 2021  | Meiringen | Schweiz     |
| 13. | 26. Juni 2021   | Innsbruck | Österreich  |
| 14. | 10. April 2022  | Meiringen | Schweiz     |
| 15. | 15. Juni 2023   | Innsbruck | Österreich  |
| 16. | 10. April 2024  | Keqiao    | China       |
| 17. | 27. Juni 2024   | Innsbruck | Österreich  |
| 18. | 27. Juni 2025   | Innsbruck | Österreich  |

#### Europameisterschaften
- Chamonix 2015: 2. Lead
- München 2017: 1. Kombination, 2. Bouldern; Campitello di Fassa 2017: 4. Lead, 32. Speed
- München 2022: 1. Lead, 1. Bouldern, 1. Boulder & Lead

#### Weitere Erfolge
- World Games 2017: 2. Lead[24]

### Felsklettern

#### Kletterrouten
- La Fabela pa la Enmienda (9a/5.14d), Januar 2018, in Santa Linya, Spanien[25]
- Selecció Natural (9a/5.14d), 29. Dezember 2017 in Santa Linya, Spanien[19]
- Underground (8c+/5.14c), September 2023 in Massone, Italien[26]
- Open your mind (8c+/5.14c), 28. Dezember 2017 in Santa Linya, Spanien
- Blomu (8c+/5.14c), Januar 2018, in Santa Linya, Spanien[25]
- Miza za šest (8c+/5.14c), November 2015, in Kotečnik, Slowenien[27]
- American Hustle (8c/5.14b), 3. November 2021, in Oliana, Spanien – onsight[21]
- Fish Eye (8c/5.14b), 1. November 2021, in Oliana, Spanien – onsight – erste onsight dieser Schwierigkeit einer Frau[20]
- Ninja želva (8c/5.14b), Dezember 2016 in Koper, Slowenien – Erstbegehung[28]
- La Fabelita (8c/5.14b), 31. Dezember 2015 in Santa Linya, Spanien – flash[18]
- Rolito Sharma Extension (8c/5.14b), 29. Dezember 2015 in Santa Linya, Spanien – flash[29]
- Scrat (8c/5.14b), März 2015, in Pandora, Kroatien[30]
- Avatar (8b/5.13d), März 2015, in Pandora, Kroatien – onsight[17]

#### Boulder
- Bügeleisen sit (Fb. 8c/V15), Mai 2024, in Maltatal, Österreich – erste Frauenbegehung[31]
- Hide and sick (Fb. 8b+/V14), November 2024, in Maltatal, Österreich
- New Base Line (Fb. 8b+/V14), Oktober 2023, in Magic Wood, Schweiz[32]
- Bügeleisen (Fb. 8b+/V14), März 2022, in Maltatal, Österreich – erste Frauenbegehung[33]
- Power of goodbye (Fb. 8b/V13), November 2024, in Maltatal, Österreich
- Wrestling with an alligator (Fb. 8b/V13), November 2024, in Maltatal, Österreich

## Auszeichnungen
- Sloweniens Sportlerin des Jahres: 2018, 2019, 2021, 2023, 2024